# Corvera de Toranzo
Corvera de Toranzo település Spanyolországban, Kantábria autonóm közösségben. Corvera de Toranzo Puente Viesgo, Santiurde de Toranzo, Luena, Arenas de Iguña, Anievas és San Felices de Buelna községekkel határos. Lakosainak száma 2139 fő (2024).

## Népesség
A település népessége az elmúlt években az alábbi módon változott:
| Lakosok száma | 2017 | 2184 | 2199 | 2208 | 2159 | 2121 | 2055 | 2039 | 2115 | 2139 |
|               | 2001 | 2004 | 2007 | 2009 | 2012 | 2014 | 2017 | 2019 | 2022 | 2024 |